# Zoran Varvodić
Zoran Varvodić (* 26. Dezember 1963 in Split, SFR Jugoslawien) ist ein ehemaliger kroatischer Fußballtorhüter und späterer Fußballtrainer bzw. Torwarttrainer.

## Karriere

### Erste Schritte in Jugoslawien
Varvodić begann seine Karriere NK GOŠK Dubrovnik, wo er im Alter von 20 Jahren seine ersten Spiele machte.
Dann wechselte er 1984 zu Hajduk Split, wo Zoran Varvodić in vier Jahren nur 62 mal, jedoch in seiner letzten Saison immerhin 30 mal, spielte, aber 1987 Pokalsieger wurde. Er spielte ab der nächsten Saison bei Spartak Subotica, wo Varvodić sein Durchbruch schaffte; er spielte in seiner ersten Saison 30 mal, in seiner zweiten dann 34 mal. In der Saison 1990/91 spielte er Olimpija Ljubljana und machte dort 30 Spiele, jedoch, mit der Unabhängigkeit von Slowenien und der neu gegründeten slowenischen Liga in der Saison 1991/92, machte Zoran Varvodić nur noch 12 Spiele, wurde aber Meister in der ersten Saison.

### FC Cádiz und Rückkehr nach Kroatien
Dennoch wechselte er 1992 in die Primera División zum FC Cádiz dort aber blieb sein Team in seiner ersten Saison nur durch zwei Relegationsspiele gegen UE Figueres in der höchsten Klasse. Während Varvodić da noch 15 Spiele machte, kam er in der zweiten Saison gar nicht zum Einsatz und wechselte während der Saison zurück zu HNK Dubrovnik, stieg dort aber 1994 ab, machte aber noch 12 Spiele. In der darauffolgenden Saison wechselte Zoran Varvodić zu NK Primorac Stobreč, wo er als Stammtorhüter alle Spiele absolvierte, jedoch zum zweiten Mal abstieg. Dann spielte er noch bis 2000 bei RNK Split.

## Erfolge
- Kup Maršala Tita: 1986/87 mit Hajduk Split
- Slowenischer Meister: 1991/92 mit NK Olimpija Ljubljana
- Aufstieg in die 1. HNL: 1995/96 mit NK Zadar

## Privates
Sein Sohn Miro ist ebenfalls ein Fußballtorhüter.